# Work (песня Игги Азалии)
Work (рус. Работа) — дебютный сингл австралийской хип-хоп исполнительницы Игги Азалии. 17 марта 2013 был выпущен в качестве лид-сингла к альбому The New Classic. Песня была написана самой Азалией в сотрудничестве с Маркусом Робертсом и Натали Симс, и спродюсирована ими же в сотрудничестве с 1st Down. На «Work» было снято музыкальное видео, премьера на VEVO которого состоялась 13 марта 2013 года. Песня исполнялась на Jimmy Kimmel Live! и во время тура The New Classic Tour. Также был выпущен официальный ремикс на песню при участии рэпера Wale.

## Запись и релиз
Начиная с декабря 2012 по январь 2013 «Work» стала одной первых записанных песен для альбома. В песне Азалия рассказывает свою историю о том как она будучи ещё юной покинула родной дом в Австралии и переехала совсем одной в Майями, США. 28 января Игги исполнила «Work» в Манчестере во время открытия тура Риты Оры Radioactive Tour. Премьера трека состоялась на BBC Radio 1Xtra show 11 февраля 2013. Азалия выложила превью песни в SoundCloud 24 февраля 2013, а 25 февраля она написала в Твиттере, что в «Work» можно будет загрузить в iTunes уже на первой неделе марта. Для цифровой дистрибуции сингл вышел 17 марта на лейблах Island Records, Virgin EMI Records и Universal Music Group. Диджитал EP «Work» состоящий из радио версии, Инструментальной версии и ремиксов на песню вышел 7 апреля во всем мире за исключением США и Канады. 16 июня 2014 вышел состоящий из 13-ти ремиксов на песню сборник доступный только для США и Канады. Также 26 июля вышел официальный ремикс на песню записанный при участии рэпера Wale также только для Северной Америки.

## Участие в чартах
«Work» дебютировал на 88 строчке Australian Singles Chart 23 апреля 2013 года Australian Singles Chart issued for 23 April 2013. Пиком в этом чарте для песни оказалась № 83 2 июня 2013. В Irish Singles Chart «Work» дебютировал на 98 строчке на неделе до 4 апреля 2013. И пикировал на 46 строчке 2 мая 2013 и вылетел после 8 недель пребывания в этом чарте. В Шотландии сингл провел две недели на 18 позиции (27 апреля 2013, 11 мая 2013).
В Великобритании «Work» дебютировал на 55 позиции, а пиком оказалась позиция 17 на седьмой неделе пребывания в чарте. Всего песня провела в топ 75 13 недель, тем самым ставши вторым синглом для Игги после Beat Down, которая пикировала на 44 позиции. В UK R&B Chart «Work» дебютировал под номером 11 30 марта 2013. И пикировала под номером 3 в 4 неделю, всего песня провела в этом чарте 43 недели. На 1 августа 2013 продажи сингла «Work» в Великобритании преодолели 200,000 копий.
В США «Work» вошёл в Bubbling Under Hot R&B/Hip-Hop Singles 20 июля 2013. 7 сентября 2013 песня вошла в Bubbling Under Hot 100 Singles под номером 4. 14 сентября «Work» дебютировал в Hot R&B/Hip-Hop Songs под номером 35. Также синглу удалось попасть в Hot Dance Club Songs на 5 строчку 5 октября 2013 года. В 2014 году после успехов синглов «Fancy» и «Problem». В США обратили внимание и на дебютный сингл Азалии. Благодаря этому «Work» спустя год после релиза дебютировал в Billboard Hot 100 под номером 88, а пиком оказалась строчка 63. Также песне удалось достичь нового пика и в Hot R&B/Hip-Hop Songs под номером 18.

## Форматы и трек-лист
| - Digital download — remix bundle 1. «Work» (Gregor Salto Radio Edit) — 2:48 2. «Work» (Gregor Salto Remix) — 5:14 3. «Work» (Gregor Salto Instrumental) — 5:14 4. «Work» (Reid Stefan Radio) — 3:56 5. «Work» (Reid Stefan Radio)[a] — 3:53 6. «Work» (Reid Stefan Trap Remix) — 4:50 7. «Work» (Reid Stefan Radio Instrumental) — 3:53 8. «Work» (Reid Stefan Trap Instrumental) — 4:50 9. «Work» (Tom Stephan Radio Mix) — 3:47 10. «Work» (Tom Stephan Mix) — 6:32 11. «Work» (DJ Reflex Remix)[a] — 3:45 12. «Work» (DJ Reflex Remix) — 3:45 13. «Work» (DJ Reflex Remix Instrumental) — 3:45 | - Digital download 1. «Work» — 3:43 - Digital extended play (EP) 1. «Work» — 3:43 2. «Work» (Radio Edit)[a] — 3:42 3. «Work» (Jacob Plant Remix) — 3:16 4. «Work» (Burns Purple Rain Version) — 5:20 5. «Work» (Instrumental) — 3:40 - Digital download — remix single 1. «Work» (feat. Wale) — 4:10 |

- ↑  «Clean» версия.

## Чарты
| Charts (2013-14)                     | Peak position |
| ------------------------------------ | ------------- |
| Australia (ARIA)                     | 83            |
| Australia Urban (ARIA)               | 8             |
| Belgium (Ultratip Flanders)          | 11            |
| Belgium Urban (Ultratop Flanders)    | 26            |
| Ireland (IRMA)                       | 46            |
| Scotland (Official Charts Company)   | 18            |
| UK R&B (Official Charts Company)     | 3             |
| UK Singles (Official Charts Company) | 17            |
| Billboard Hot 100                    | 54            |
| Hot Dance Club Songs (Billboard)     | 5             |
| Hot R&B/Hip-Hop Songs (Billboard)    | 14            |
| США (Billboard Hot Rap Songs)        | 7             |

| Chart (2013)                      | Peak position |
| --------------------------------- | ------------- |
| Belgium Urban (Ultratop Flanders) | 89            |

## Сертификации
| Регион | Сертификация  | Продажи   |
| --- | ------------- | --------- |
| Австралия (ARIA) | Золотой       | 35 000^   |
| Бразилия (ABPD) | 2× Платиновый | 120 000   |
| Канада (Music Canada) | Золотой       | 40 000*   |
| Великобритания (BPI) | Серебряный    | 200 000   |
| США (RIAA) | 2× Платиновый | 2 000 000 |
| * Данные о продажах приведены только на основе сертификации. · ^ Данные о тиражах приведены только на основе сертификации. · Данные о продажах + прослушиваниях приведены только на основе сертификации. |               |           |

## Дата выпуска
| Регион          | Дата          | Формат                      |
| --------------- | ------------- | --------------------------- |
| Всемирный выход | 17 марта 2013 | Digital download            |
| Австралия       | 7 апреля 2013 | Digital extended play (EP)  |
| Ирландия        | 7 апреля 2013 | Digital extended play (EP)  |
| Новая Зеландия  | 7 апреля 2013 | Digital extended play (EP)  |
| Великобритания  | 7 апреля 2013 | Digital extended play (EP)  |
| США             | 25 июня 2013  | Rhythmic contemporary radio |
| Канада          | 16 июля 2013  | Digital remix package       |
| США             | 16 июля 2013  | Digital remix package       |
| Канада          | 23 июля 2013  | Digital remix single        |
| США             | 23 июля 2013  | Digital remix single        |